# Middleton (Nueva Escocia)
Middleton es un pueblo canadiense situado en la provincia de Nueva Escocia.

## Superficie
Middleton tiene una superficie de 5,55 km².

## Demografía
En 2021, tenía 1873 habitantes, una densidad poblacional de 337,3 hab./km², y 977 viviendas.